# Кособа (Казталовський район)
Кособа́ (каз. Қособа) — село у складі Казталовського району Західноказахстанської області Казахстану. Входить до складу Талдиапанського сільського округу.
У радянські часи село називалось Ніканор.
Населення — 142 особи (2021; 194 у 2009, 236 у 1999, 296 у 1989).